# Tino Celio
Tino Celio (Ambrì, 29 maggio 1928 – Ambrì, 4 febbraio 2024) è stato un ingegnere, imprenditore e hockeista su ghiaccio svizzero.

## Biografia
Tino Celio nacque ad Ambrì, frazione del comune di Quinto, nel Canton Ticino, il 29 maggio 1928.
Si diplomò con la miglior media al Liceo Cantonale di Lugano e proseguì i propri studi in ingegneria elettronica al Politecnico federale di Zurigo (ETH), dove conseguì, nel 1957, il dottorato in ricerca e fu attivo in qualità di professore dal 1951 al 1958 (Privatdozent) presso l'istituto di fisica applicata (Head of the electronic group). Dal 1958 al 1962 lavorò per la CIBA e svolse un periodo di studi e di insegnamento presso l'Università di Rochester (USA). Dal 1962 al 1970 lavorò per la Gretag SA, ditta specializzata in impianti per lo sviluppo e l'elaborazione di fotografie (Head of R&D, Densitometry, Photofinishing, Electrophoto), restandovi attivo fino al 2009 in qualità di collaboratore esterno. Nel 1970 fondò ad Ambrì la Celio Engineering SA, società attiva nel campo della produzione di apparecchiature elettroniche ed elettro-ottiche per il controllo della viscosità e del controllo dell'inchiostro nell'industria della stampa. Nel 1998 cedette l'attività, che si trasformò nella New Celio Engineering SA, ancora oggi leader nel campo dell'industria della stampa e simbolo di innovazione e affidabilità in tutto il mondo. Dal 1998 al 2020 proseguì la sua attività lavorativa come ingegnere indipendente, sviluppando progetti di illuminazione, di sistemi di controllo delle valanghe e di nuove centrali idroelettriche.
Oltre all'aspetto imprenditoriale Tino Celio fu uno tra i più longevi ex giocatori della squadra di hockey su ghiaccio dell'Ambrì Piotta. Militò nella massima divisione svizzera dal 1948 al 1961 nel ruolo di difensore e vestì anche la maglia della nazionale svizzera. Inoltre fece parte della squadra che ottenne la promozione nella massima lega svizzera nel 1953.
Morì il 4 febbraio 2024 all'età di 95 anni.

## Statistiche[6]
| 1947-48 | HC Ambrì-Piotta | NLB | - | - | - | - | - |  | \| |  | - |  |  |  |  |  |
| 1948-49 | HC Ambrì-Piotta | NLB | - | - | - | - | - |  | \| |  | - |  |  |  |  |  |
| 1949-50 | HC Ambrì-Piotta | NLB | - | - | - | - | - |  | \| |  | - |  |  |  |  |  |
| 1950-51 | HC Ambrì-Piotta | NLB | - | - | - | - | - |  | \| |  | - |  |  |  |  |  |
| 1951-52 | HC Ambrì-Piotta | NLB | - | - | - | - | - |  | \| |  | - |  |  |  |  |  |
| 1952-53 | HC Ambrì-Piotta | NLB | - | - | - | - | - |  | \| |  | - |  |  |  |  |  |
| 1953-54 | HC Ambrì-Piotta | NLA | - | - | - | - | - |  | \| |  | - |  |  |  |  |  |
| 1954-55 | HC Ambrì-Piotta | NLA | - | - | - | - | - |  | \| |  | - |  |  |  |  |  |
| 1955-56 | HC Ambrì-Piotta | NLA | - | - | - | - | - |  | \| |  | - |  |  |  |  |  |
| 1956-57 | HC Ambrì-Piotta | NLA | - | - | - | - | - |  | \| |  | - |  |  |  |  |  |
| 1957-58 | HC Ambrì-Piotta | NLA | - | - | - | - | - |  | \| |  | - |  |  |  |  |  |
| 1959-60 | HC Ambrì-Piotta | NLA | - | - | - | - | - |  | \| |  | - |  |  |  |  |  |
| 1960-61 | HC Ambrì-Piotta | NLA | - | - | - | - | - |  | \| |  | - |  |  |  |  |  |
| 1961-62 | HC Ambrì-Piotta | NLA |   |   |   |   |   |  |    |  |   |  |  |  |  |  |

## Pubblicazioni
- Tino Celio, Modulation und Demodulation bei Fernseh-Endausrüstungen für Koaxialkabel, 1957[3]
- Tino Celio, Die Photoelektronischen Abtastmethoden in Der Technik Der Bildwiedergabe, 1975.[7]